# Ватанабе Кадзукі (плавець)
Ватанабе Кадзукі (12 січня 1987) — японський плавець.
Учасник Олімпійських Ігор 2012 року.